# Tour Down Under 2019
La 21e édition du Tour Down Under (officiellement nommé Santos Tour Down Under), une course cycliste par étapes, a lieu du 15 au 20 janvier 2019 en Australie. L'épreuve se déroule sur six jours entre Adélaïde et Willunga Hill sur un parcours de 857,8 km. C'est la première épreuve de l'UCI World Tour 2019, le calendrier le plus important du cyclisme sur route.
La victoire finale revient au Sud-africain Daryl Impey (Mitchelton-Scott). C'est la première fois en 21 ans d'histoire de la course, que le vainqueur de la précédente édition parvient à défendre son titre avec succès. Impey était devancé par le Néo-Zélandais Patrick Bevin (CCC Team) de sept secondes avant la dernière étape se terminant à Willunga Hill, mais Bevin a perdu près de six minutes dans la journée à cause de blessures subies lors d'un accident de la veille. Impey termine troisième de cette étape derrière l'Australien Richie Porte (Trek-Segafredo) - qui a remporté l'étape de Willunga pour la sixième année consécutive - et le Néerlandais Wout Poels (Team Sky). Impey gagne le classement général avec treize secondes d'avance sur Porte et dix-sept secondes sur Poels.
Bien qu’il n'ait pas remporté le classement général, Bevin s'adjuge le maillot bleu attribué au vainqueur du classement des sprints. Dans les autres classements de la course, Jason Lea (UniSA-Australia) gagne le classement de la montagne qu'il a mené de la première à la dernière étape, tandis que son compatriote Chris Hamilton (Sunweb) obtient le maillot blanc du meilleur jeune avec sa sixième place au classement général. Le classement par équipes est remporté par UAE Emirates, qui a mené dès le premier jour et compte une victoire d'étape par Jasper Philipsen pour ses débuts avec une UCI WorldTeam.

## Présentation

### Parcours
L'épreuve est constituée de six courses en ligne et aucun contre-la-montre. L'avant-veille de l'épreuve se déroule un critérium plat destiné aux sprinteurs, la Down Under Classic. 
Les cinq premières étapes de ce Tour Down Under comprennent toutes quelques difficultés à divers endroits de la course. La sixième et dernière étape se termine avec la montée de Willunga Hill (3,5 kilomètres de long et 7 % de dénivelé), après un premier passage quelques kilomètres auparavant et qui joue souvent un rôle décisif dans la course.

### Équipes
Dix-neuf équipes participent à ce Tour Down Under 2019 - dix-huit WorldTeams et une équipe nationale.
| WorldTeams (18)- AG2R La Mondiale - Astana - Bahrain-Merida - Bora-hansgrohe - CCC Team - Deceuninck-Quick Step - Dimension Data - EF Education First - Groupama-FDJ - Team Jumbo-Visma - Katusha-Alpecin - Lotto Soudal - Mitchelton-Scott - Movistar Team - Sky - Team Sunweb - Trek-Segafredo - UAE Team Emirates Équipe nationale sponsorisée- UniSA-Australia |
| |

### Favoris
Première course de la saison cycliste de l'UCI World Tour, le Tour Down Under fait office de reprise pour les coureurs issus des formations World Tour. L'épreuve ne délivrant pas de Wild-card, seule une sélection de coureurs australiens a la possibilité de rivaliser avec les meilleurs. Du fait de sa situation dans le calendrier cycliste et des conditions météorologiques, la course favorise les locaux australiens qui en font souvent un objectif majeur (11 victoires australiennes en 20 éditions). 
Outre le tenant du titre sud-africain Daryl Impey de l'équipe australienne Mitchelton-Scott, on retrouve donc parmi les favoris du classement général de cette épreuve l'Australien Richie Porte, lauréat en 2017 et second en 2018, avec sa nouvelle équipe Trek-Segafredo, mais aussi son ancien coéquipier Rohan Dennis, lauréat en 2015, et désormais chez Barhaïn-Merida. On retrouve aussi le Néo-Zélandais George Benett pour Jumbo-Visma, le Canadien Michael Woods pour EF-Education First, l'Australien Jay McCarthy (Bora-Hansgrohe), l'Italien Diego Ulissi (UAE Emirates) ou encore le Slovaque aux trois titres de champion du monde Peter Sagan pour Bora-Hansgrohe. Ce dernier disputera aussi les étapes de sprint au côté de l'Australien Caleb Ewan, nouveau membre de la Lotto-Soudal, et de l'Italien Elia Viviani pour la Deceuninck-Quick-Step,.

## Étapes
Ce Tour Down Under comporte six étapes pour un total de 857,8 kilomètres à parcourir.
| Étape     | Date     | Villes étapes                     |  | Distance (km) | Vainqueur d’étape | Leader du classement général |
| --------- | -------- | --------------------------------- |  | ------------- | ----------------- | ---------------------------- |
| 1re étape | 15 janv. | North Adelaide – Port Adélaïde    |  | 132,4         | Elia Viviani      | Elia Viviani                 |
| 2e étape  | 16 janv. | Norwood – Angaston                |  | 149           | Patrick Bevin     | Patrick Bevin                |
| 3e étape  | 17 janv. | Lobethal – Uraidla (en)           |  | 146,2         | Peter Sagan       | Patrick Bevin                |
| 4e étape  | 18 janv. | Unley (en) – Athelstone (en)      |  | 129,2         | Daryl Impey       | Patrick Bevin                |
| 5e étape  | 19 janv. | Glenelg – Strathalbyn (en)        |  | 149,5         | Jasper Philipsen  | Patrick Bevin                |
| 6e étape  | 20 janv. | McLaren Vale (en) – Willunga Hill |  | 151,5         | Richie Porte      | Daryl Impey                  |

## Déroulement de la course

### 1reétape
Quatre coureurs, Michael Storer (Sunweb), Artyom Zakharov (Astana), Patrick Bevin (CCC) et Jason Lea (UniSA-Australia) échappés en début d'étape sont rattrapés par le peloton à 38 km de l'arrivée. Aucune attaque ne vient empêcher un sprint massif à l'arrivée. Max Walscheid (Sunweb) fait le sprint en tête avant d'être devancé par Elia Viviani (Deceuninck-Quick Step), mal placé à 200 mètres de la ligne d'arrivée. Jakub Mareczko (CCC) prend la troisième place. Viviani est le premier leader du  classement général de ce Tour Down Under, devant Max Walscheid. Grâce aux bonifications obtenues durant leur échapée, Bevin et Storer occupent les troisième et quatrième places,,.
| \| Classement de l'étape \| Classement de l'étape \| Classement de l'étape \| Classement de l'étape \| Classement de l'étape \| \| Coureur \| Coureur \| Pays \| Équipe \| Temps \| \| --------------------- \| --------------------- \| --------------------- \| --------------------- \| --------------------- \| \| 1er \| Elia Viviani \| Italie \| Deceuninck-Quick Step \| 3 h 19 min 47 s \| \| 2e \| Max Walscheid \| Allemagne \| Team Sunweb \| + 0 s \| \| 3e \| Jakub Mareczko \| Italie \| CCC Team \| + 0 s \| \| 4e \| Phil Bauhaus \| Allemagne \| Bahrain-Merida \| + 0 s \| \| 5e \| Ryan Gibbons \| Afrique du Sud \| Dimension Data \| + 0 s \| \| 6e \| Jasper Philipsen \| Belgique \| UAE Team Emirates \| + 0 s \| \| 7e \| Kristoffer Halvorsen \| Norvège \| Team Sky \| + 0 s \| \| 8e \| Peter Sagan \| Slovaquie \| Bora-Hansgrohe \| + 0 s \| \| 9e \| Danny van Poppel \| Pays-Bas \| Team Jumbo-Visma \| + 0 s \| \| 10e \| Daniel Hoelgaard \| Norvège \| Groupama-FDJ \| + 0 s \| |                      |                |                       |                 |
| |                      |                |                       |                 |
| Source : ProCyclingStats |                      |                |                       |                 |
| Classement de l'étape |                      |                |                       |                 |
| Coureur | Coureur              | Pays           | Équipe                | Temps           |
| 1er | Elia Viviani         | Italie         | Deceuninck-Quick Step | 3 h 19 min 47 s |
| 2e | Max Walscheid        | Allemagne      | Team Sunweb           | + 0 s           |
| 3e | Jakub Mareczko       | Italie         | CCC Team              | + 0 s           |
| 4e | Phil Bauhaus         | Allemagne      | Bahrain-Merida        | + 0 s           |
| 5e | Ryan Gibbons         | Afrique du Sud | Dimension Data        | + 0 s           |
| 6e | Jasper Philipsen     | Belgique       | UAE Team Emirates     | + 0 s           |
| 7e | Kristoffer Halvorsen | Norvège        | Team Sky              | + 0 s           |
| 8e | Peter Sagan          | Slovaquie      | Bora-Hansgrohe        | + 0 s           |
| 9e | Danny van Poppel     | Pays-Bas       | Team Jumbo-Visma      | + 0 s           |
| 10e | Daniel Hoelgaard     | Norvège        | Groupama-FDJ          | + 0 s           |

| \| Classement général \| Classement général \| Classement général \| Classement général \| Classement général \| \| Coureur \| Coureur \| Pays \| Équipe \| Temps \| \| ------------------ \| -------------------- \| ------------------ \| --------------------- \| ------------------ \| \| 1er \| Elia Viviani \| Italie \| Deceuninck-Quick Step \| 3 h 19 min 37 s \| \| 2e \| Max Walscheid \| Allemagne \| Team Sunweb \| + 4 s \| \| 3e \| Patrick Bevin \| Nouvelle-Zélande \| CCC Team \| + 5 s \| \| 4e \| Michael Storer \| Australie \| Team Sunweb \| + 5 s \| \| 5e \| Jakub Mareczko \| Italie \| CCC Team \| + 6 s \| \| 6e \| Jason Lea \| Australie \| UniSA-Australia \| + 8 s \| \| 7e \| Phil Bauhaus \| Allemagne \| Bahrain-Merida \| + 10 s \| \| 8e \| Ryan Gibbons \| Afrique du Sud \| Dimension Data \| + 10 s \| \| 9e \| Jasper Philipsen \| Belgique \| UAE Team Emirates \| + 10 s \| \| 10e \| Kristoffer Halvorsen \| Norvège \| Team Sky \| + 10 s \| |                      |                  |                       |                 |
| |                      |                  |                       |                 |
| Source : ProCyclingStats |                      |                  |                       |                 |
| Classement général |                      |                  |                       |                 |
| Coureur | Coureur              | Pays             | Équipe                | Temps           |
| 1er | Elia Viviani         | Italie           | Deceuninck-Quick Step | 3 h 19 min 37 s |
| 2e | Max Walscheid        | Allemagne        | Team Sunweb           | + 4 s           |
| 3e | Patrick Bevin        | Nouvelle-Zélande | CCC Team              | + 5 s           |
| 4e | Michael Storer       | Australie        | Team Sunweb           | + 5 s           |
| 5e | Jakub Mareczko       | Italie           | CCC Team              | + 6 s           |
| 6e | Jason Lea            | Australie        | UniSA-Australia       | + 8 s           |
| 7e | Phil Bauhaus         | Allemagne        | Bahrain-Merida        | + 10 s          |
| 8e | Ryan Gibbons         | Afrique du Sud   | Dimension Data        | + 10 s          |
| 9e | Jasper Philipsen     | Belgique         | UAE Team Emirates     | + 10 s          |
| 10e | Kristoffer Halvorsen | Norvège          | Team Sky              | + 10 s          |

### 2eétape
En raison de fortes chaleurs (40° celsius), l'étape a été raccourcie d'une vingtaine de kilomètres.
Échappés en début d'étape, Artyom Zakharov (Astana), Jason Lea (UniSA-Australia) et Jaime Castrillo (Movistar) sont rattrapés par le peloton à cinquante kilomètres de l'arrivée. Manuele Boaro (Astana) et Matthieu Ladagnous (Groupama-FDJ) s'échappent à leur tour, avant que Boaro ne laisse Ladagnous seul en tête. Celui-ci creuse une avance de deux minutes mais le peloton, bien emmenés par les équipes des sprinteurs, revient sur lui à deux kilomètres de l'arrivée. Dans le dernier kilomètre, une chute retarde la majorité du peloton. Un groupe réduit se dispute la victoire. Luis León Sánchez (Astana) accélère et parvient à creuser un écart sur ses poursuivants. Il est cependant dépassé par Patrick Bevin (CCC) à 150 mètres de la ligne. Ce dernier résiste au retour du sprint Caleb Ewan et s'impose. Troisième du classement général au départ de l'étape, Patrick Bevin en prend la tête, avec cinq secondes d'avance sur Elia Viviani.
| \| Classement de l'étape \| Classement de l'étape \| Classement de l'étape \| Classement de l'étape \| Classement de l'étape \| \| Coureur \| Coureur \| Pays \| Équipe \| Temps \| \| --------------------- \| --------------------- \| --------------------- \| --------------------- \| --------------------- \| \| 1er \| Patrick Bevin \| Nouvelle-Zélande \| CCC Team \| 3 h 14 min 31 s \| \| 2e \| Caleb Ewan \| Australie \| Lotto-Soudal \| + 0 s \| \| 3e \| Peter Sagan \| Slovaquie \| Bora-Hansgrohe \| + 0 s \| \| 4e \| Danny van Poppel \| Pays-Bas \| Team Jumbo-Visma \| + 0 s \| \| 5e \| Jasper Philipsen \| Belgique \| UAE Team Emirates \| + 0 s \| \| 6e \| Phil Bauhaus \| Allemagne \| Bahrain-Merida \| + 0 s \| \| 7e \| Elia Viviani \| Italie \| Deceuninck-Quick Step \| + 0 s \| \| 8e \| Luis León Sánchez \| Espagne \| Astana \| + 0 s \| \| 9e \| Kiel Reijnen \| États-Unis \| Trek-Segafredo \| + 0 s \| \| 10e \| Kristoffer Halvorsen \| Norvège \| Team Sky \| + 0 s \| |                      |                  |                       |                 |
| |                      |                  |                       |                 |
| Source : ProCyclingStats |                      |                  |                       |                 |
| Classement de l'étape |                      |                  |                       |                 |
| Coureur | Coureur              | Pays             | Équipe                | Temps           |
| 1er | Patrick Bevin        | Nouvelle-Zélande | CCC Team              | 3 h 14 min 31 s |
| 2e | Caleb Ewan           | Australie        | Lotto-Soudal          | + 0 s           |
| 3e | Peter Sagan          | Slovaquie        | Bora-Hansgrohe        | + 0 s           |
| 4e | Danny van Poppel     | Pays-Bas         | Team Jumbo-Visma      | + 0 s           |
| 5e | Jasper Philipsen     | Belgique         | UAE Team Emirates     | + 0 s           |
| 6e | Phil Bauhaus         | Allemagne        | Bahrain-Merida        | + 0 s           |
| 7e | Elia Viviani         | Italie           | Deceuninck-Quick Step | + 0 s           |
| 8e | Luis León Sánchez    | Espagne          | Astana                | + 0 s           |
| 9e | Kiel Reijnen         | États-Unis       | Trek-Segafredo        | + 0 s           |
| 10e | Kristoffer Halvorsen | Norvège          | Team Sky              | + 0 s           |

| \| Classement général \| Classement général \| Classement général \| Classement général \| Classement général \| \| Coureur \| Coureur \| Pays \| Équipe \| Temps \| \| ------------------ \| ------------------ \| ------------------ \| --------------------- \| ------------------ \| \| 1er \| Patrick Bevin \| Nouvelle-Zélande \| CCC Team \| 6 h 34 min 03 s \| \| 2e \| Elia Viviani \| Italie \| Deceuninck-Quick Step \| + 5 s \| \| 3e \| Caleb Ewan \| Australie \| Lotto-Soudal \| + 9 s \| \| 4e \| Max Walscheid \| Allemagne \| Team Sunweb \| + 9 s \| \| 5e \| Artyom Zakharov \| Kazakhstan \| Astana \| + 9 s \| \| 6e \| Jason Lea \| Australie \| UniSA-Australia \| + 10 s \| \| 7e \| Michael Storer \| Australie \| Team Sunweb \| + 10 s \| \| 8e \| Peter Sagan \| Slovaquie \| Bora-Hansgrohe \| + 10 s \| \| 9e \| Jakub Mareczko \| Italie \| CCC Team \| + 10 s \| \| 10e \| Jaime Castrillo \| Espagne \| Movistar Team \| + 12 s \| |                 |                  |                       |                 |
| |                 |                  |                       |                 |
| Source : ProCyclingStats |                 |                  |                       |                 |
| Classement général |                 |                  |                       |                 |
| Coureur | Coureur         | Pays             | Équipe                | Temps           |
| 1er | Patrick Bevin   | Nouvelle-Zélande | CCC Team              | 6 h 34 min 03 s |
| 2e | Elia Viviani    | Italie           | Deceuninck-Quick Step | + 5 s           |
| 3e | Caleb Ewan      | Australie        | Lotto-Soudal          | + 9 s           |
| 4e | Max Walscheid   | Allemagne        | Team Sunweb           | + 9 s           |
| 5e | Artyom Zakharov | Kazakhstan       | Astana                | + 9 s           |
| 6e | Jason Lea       | Australie        | UniSA-Australia       | + 10 s          |
| 7e | Michael Storer  | Australie        | Team Sunweb           | + 10 s          |
| 8e | Peter Sagan     | Slovaquie        | Bora-Hansgrohe        | + 10 s          |
| 9e | Jakub Mareczko  | Italie           | CCC Team              | + 10 s          |
| 10e | Jaime Castrillo | Espagne          | Movistar Team         | + 12 s          |

### 3eétape
Un circuit final de onze kilomètres comporte deux petites côtes à effectuer à sept reprises. Dans le dernier tour de circuit, Kenny Elissonde attaque dans la dernière côte, Luis León Sánchez le rattrape suivi par Darryl Impey. Peter Sagan dépasse ces deux coureurs dans la descente jusqu'à la ligne d'arrivée.
| \| Classement de l'étape \| Classement de l'étape \| Classement de l'étape \| Classement de l'étape \| Classement de l'étape \| \| Coureur \| Coureur \| Pays \| Équipe \| Temps \| \| --------------------- \| --------------------- \| --------------------- \| --------------------- \| --------------------- \| \| 1er \| Peter Sagan \| Slovaquie \| Bora-Hansgrohe \| 3 h 46 min 06 s \| \| 2e \| Luis León Sánchez \| Espagne \| Astana \| + 0 s \| \| 3e \| Daryl Impey \| Afrique du Sud \| Mitchelton-Scott \| + 0 s \| \| 4e \| Danny van Poppel \| Pays-Bas \| Team Jumbo-Visma \| + 0 s \| \| 5e \| Patrick Bevin \| Nouvelle-Zélande \| CCC Team \| + 0 s \| \| 6e \| Jan Polanc \| Slovénie \| UAE Team Emirates \| + 0 s \| \| 7e \| Ruben Guerreiro \| Portugal \| Katusha-Alpecin \| + 0 s \| \| 8e \| Tadej Pogačar \| Slovénie \| UAE Team Emirates \| + 0 s \| \| 9e \| Chris Hamilton \| Australie \| Team Sunweb \| + 0 s \| \| 10e \| Domenico Pozzovivo \| Italie \| Bahrain-Merida \| + 0 s \| |                    |                  |                   |                 |
| |                    |                  |                   |                 |
| Source : ProCyclingStats |                    |                  |                   |                 |
| Classement de l'étape |                    |                  |                   |                 |
| Coureur | Coureur            | Pays             | Équipe            | Temps           |
| 1er | Peter Sagan        | Slovaquie        | Bora-Hansgrohe    | 3 h 46 min 06 s |
| 2e | Luis León Sánchez  | Espagne          | Astana            | + 0 s           |
| 3e | Daryl Impey        | Afrique du Sud   | Mitchelton-Scott  | + 0 s           |
| 4e | Danny van Poppel   | Pays-Bas         | Team Jumbo-Visma  | + 0 s           |
| 5e | Patrick Bevin      | Nouvelle-Zélande | CCC Team          | + 0 s           |
| 6e | Jan Polanc         | Slovénie         | UAE Team Emirates | + 0 s           |
| 7e | Ruben Guerreiro    | Portugal         | Katusha-Alpecin   | + 0 s           |
| 8e | Tadej Pogačar      | Slovénie         | UAE Team Emirates | + 0 s           |
| 9e | Chris Hamilton     | Australie        | Team Sunweb       | + 0 s           |
| 10e | Domenico Pozzovivo | Italie           | Bahrain-Merida    | + 0 s           |

| \| Classement général \| Classement général \| Classement général \| Classement général \| Classement général \| \| Coureur \| Coureur \| Pays \| Équipe \| Temps \| \| ------------------ \| ------------------ \| ------------------ \| ------------------ \| ------------------ \| \| 1er \| Patrick Bevin \| Nouvelle-Zélande \| CCC Team \| 10 h 20 min 09 s \| \| 2e \| Peter Sagan \| Slovaquie \| Bora-Hansgrohe \| + 1 s \| \| 3e \| Luis León Sánchez \| Espagne \| Astana \| + 9 s \| \| 4e \| Michael Storer \| Australie \| Team Sunweb \| + 10 s \| \| 5e \| Daryl Impey \| Afrique du Sud \| Mitchelton-Scott \| + 11 s \| \| 6e \| Danny van Poppel \| Pays-Bas \| Team Jumbo-Visma \| + 15 s \| \| 7e \| Jan Polanc \| Slovénie \| UAE Team Emirates \| + 15 s \| \| 8e \| Ryan Gibbons \| Afrique du Sud \| Dimension Data \| + 15 s \| \| 9e \| Chris Hamilton \| Australie \| Team Sunweb \| + 15 s \| \| 10e \| George Bennett \| Nouvelle-Zélande \| Team Jumbo-Visma \| + 15 s \| |                   |                  |                   |                  |
| |                   |                  |                   |                  |
| Source : ProCyclingStats |                   |                  |                   |                  |
| Classement général |                   |                  |                   |                  |
| Coureur | Coureur           | Pays             | Équipe            | Temps            |
| 1er | Patrick Bevin     | Nouvelle-Zélande | CCC Team          | 10 h 20 min 09 s |
| 2e | Peter Sagan       | Slovaquie        | Bora-Hansgrohe    | + 1 s            |
| 3e | Luis León Sánchez | Espagne          | Astana            | + 9 s            |
| 4e | Michael Storer    | Australie        | Team Sunweb       | + 10 s           |
| 5e | Daryl Impey       | Afrique du Sud   | Mitchelton-Scott  | + 11 s           |
| 6e | Danny van Poppel  | Pays-Bas         | Team Jumbo-Visma  | + 15 s           |
| 7e | Jan Polanc        | Slovénie         | UAE Team Emirates | + 15 s           |
| 8e | Ryan Gibbons      | Afrique du Sud   | Dimension Data    | + 15 s           |
| 9e | Chris Hamilton    | Australie        | Team Sunweb       | + 15 s           |
| 10e | George Bennett    | Nouvelle-Zélande | Team Jumbo-Visma  | + 15 s           |

### 4eétape
Une échappée comptant Miles Scotson, Thomas De Gendt, Hermann Pernsteiner, Benoît Cosnefroy et Nicholas White est reprise par le peloton en début de la dernière montée. C'est à ce moment où Rémi Cavagna tente de rejoindre les derniers échappés. Quatre coureurs favoris de l'épreuve se détachent dans cette montée: Richie Porte, George Bennett, Michael Woods et Wouter Poels. À la flamme rouge, vingt coureurs se disputent la victoire d'étape. Comme la veille, Sanchez accélère à moins de 500 mètres, suivi par le maillot ocre, mais Impey les dépasse sur la ligne.
| \| Classement de l'étape \| Classement de l'étape \| Classement de l'étape \| Classement de l'étape \| Classement de l'étape \| \| Coureur \| Coureur \| Pays \| Équipe \| Temps \| \| --------------------- \| --------------------- \| --------------------- \| --------------------- \| --------------------- \| \| 1er \| Daryl Impey \| Afrique du Sud \| Mitchelton-Scott \| 3 h 03 min 27 s \| \| 2e \| Patrick Bevin \| Nouvelle-Zélande \| CCC Team \| + 0 s \| \| 3e \| Luis León Sánchez \| Espagne \| Astana \| + 0 s \| \| 4e \| Ruben Guerreiro \| Portugal \| Katusha-Alpecin \| + 0 s \| \| 5e \| Rubén Fernández \| Espagne \| Movistar Team \| + 0 s \| \| 6e \| George Bennett \| Nouvelle-Zélande \| Team Jumbo-Visma \| + 0 s \| \| 7e \| Diego Ulissi \| Italie \| UAE Team Emirates \| + 0 s \| \| 8e \| Michael Woods \| Canada \| EF Education First \| + 0 s \| \| 9e \| Chris Hamilton \| Australie \| Team Sunweb \| + 0 s \| \| 10e \| Dylan van Baarle \| Pays-Bas \| Team Sky \| + 0 s \| |                   |                  |                    |                 |
| |                   |                  |                    |                 |
| Source : ProCyclingStats |                   |                  |                    |                 |
| Classement de l'étape |                   |                  |                    |                 |
| Coureur | Coureur           | Pays             | Équipe             | Temps           |
| 1er | Daryl Impey       | Afrique du Sud   | Mitchelton-Scott   | 3 h 03 min 27 s |
| 2e | Patrick Bevin     | Nouvelle-Zélande | CCC Team           | + 0 s           |
| 3e | Luis León Sánchez | Espagne          | Astana             | + 0 s           |
| 4e | Ruben Guerreiro   | Portugal         | Katusha-Alpecin    | + 0 s           |
| 5e | Rubén Fernández   | Espagne          | Movistar Team      | + 0 s           |
| 6e | George Bennett    | Nouvelle-Zélande | Team Jumbo-Visma   | + 0 s           |
| 7e | Diego Ulissi      | Italie           | UAE Team Emirates  | + 0 s           |
| 8e | Michael Woods     | Canada           | EF Education First | + 0 s           |
| 9e | Chris Hamilton    | Australie        | Team Sunweb        | + 0 s           |
| 10e | Dylan van Baarle  | Pays-Bas         | Team Sky           | + 0 s           |

| \| Classement général \| Classement général \| Classement général \| Classement général \| Classement général \| \| Coureur \| Coureur \| Pays \| Équipe \| Temps \| \| ------------------ \| ------------------ \| ------------------ \| ------------------ \| ------------------ \| \| 1er \| Patrick Bevin \| Nouvelle-Zélande \| CCC Team \| 13 h 23 min 30 s \| \| 2e \| Daryl Impey \| Afrique du Sud \| Mitchelton-Scott \| + 7 s \| \| 3e \| Luis León Sánchez \| Espagne \| Astana \| + 11 s \| \| 4e \| Chris Hamilton \| Australie \| Team Sunweb \| + 21 s \| \| 5e \| Ryan Gibbons \| Afrique du Sud \| Dimension Data \| + 21 s \| \| 6e \| Jan Polanc \| Slovénie \| UAE Team Emirates \| + 21 s \| \| 7e \| George Bennett \| Nouvelle-Zélande \| Team Jumbo-Visma \| + 21 s \| \| 8e \| Ruben Guerreiro \| Portugal \| Katusha-Alpecin \| + 21 s \| \| 9e \| Diego Ulissi \| Italie \| UAE Team Emirates \| + 21 s \| \| 10e \| Michael Woods \| Canada \| EF Education First \| + 21 s \| |                   |                  |                    |                  |
| |                   |                  |                    |                  |
| Source : ProCyclingStats |                   |                  |                    |                  |
| Classement général |                   |                  |                    |                  |
| Coureur | Coureur           | Pays             | Équipe             | Temps            |
| 1er | Patrick Bevin     | Nouvelle-Zélande | CCC Team           | 13 h 23 min 30 s |
| 2e | Daryl Impey       | Afrique du Sud   | Mitchelton-Scott   | + 7 s            |
| 3e | Luis León Sánchez | Espagne          | Astana             | + 11 s           |
| 4e | Chris Hamilton    | Australie        | Team Sunweb        | + 21 s           |
| 5e | Ryan Gibbons      | Afrique du Sud   | Dimension Data     | + 21 s           |
| 6e | Jan Polanc        | Slovénie         | UAE Team Emirates  | + 21 s           |
| 7e | George Bennett    | Nouvelle-Zélande | Team Jumbo-Visma   | + 21 s           |
| 8e | Ruben Guerreiro   | Portugal         | Katusha-Alpecin    | + 21 s           |
| 9e | Diego Ulissi      | Italie           | UAE Team Emirates  | + 21 s           |
| 10e | Michael Woods     | Canada           | EF Education First | + 21 s           |

### 5eétape
Ayden Toovey et Jason Lea, de l'équipe UniSA-Austalia, s'échappent dès le départ afin de passer en tête et de renforcer la première place de Lea au grand prix de la montagne. Ils sont rejoints par le Français Clément Chevrier (AG2R La Mondiale), tandis que Toovey se laisse décrocher. Lea obtient les points attendus et les deux coureurs sont repris après une cinquantaine de kilomètres parcourus. Deux sprints intermédiaires sont ensuite disputés. Daryl Impey et Patrick Bevin, intéressés par les bonifications, s'y neutralisent, se partageant les premières et deuxièmes places. Juste après ces sprints, le Français Matthieu Ladagnous, de l'équipe Groupama-FDJ, attaque, rejoint par Ayden Toovey. Malgré l'avance de quatre minutes qu'ils parviennent à creuser, ils sont rattrapés par le peloton à 35 km de l'arrivée. Le leader du classement général Patrick Bevin tombe à une dizaine de kilomètres de l'arrivée mais parvient à rentrer dans le peloton, avec l'aide de ses coéquipiers.
Le course se termine par un sprint massif. L'Australien Caleb Ewan (Lotto-Soudal) franchit la ligne d'arrivée le premier. Il est cependant déclassé par le jury pour avoir bousculé Jasper Philipsen (UAE Team Emirates) de la tête durant le sprint. C'est ce dernier, initialement deuxième, qui se voit attribuer la victoire, devant Peter Sagan et Danny van Poppel. Patrick Bevin reste en tête du classement général avec sept secondes d'avance sur Daryl Impey.
| \| Classement de l'étape \| Classement de l'étape \| Classement de l'étape \| Classement de l'étape \| Classement de l'étape \| \| Coureur \| Coureur \| Pays \| Équipe \| Temps \| \| --------------------- \| --------------------- \| --------------------- \| --------------------- \| --------------------- \| \| 1er \| Jasper Philipsen \| Belgique \| UAE Team Emirates \| 3 h 37 min 00 s \| \| 2e \| Peter Sagan \| Slovaquie \| Bora-Hansgrohe \| + 0 s \| \| 3e \| Danny van Poppel \| Pays-Bas \| Team Jumbo-Visma \| + 0 s \| \| 4e \| Jens Debusschere \| Belgique \| Katusha-Alpecin \| + 0 s \| \| 5e \| Elia Viviani \| Italie \| Deceuninck-Quick Step \| + 0 s \| \| 6e \| Phil Bauhaus \| Allemagne \| Bahrain-Merida \| + 0 s \| \| 7e \| Cees Bol \| Pays-Bas \| Team Sunweb \| + 0 s \| \| 8e \| Ryan Gibbons \| Afrique du Sud \| Dimension Data \| + 0 s \| \| 9e \| Wout Poels \| Pays-Bas \| Team Sky \| + 0 s \| \| 10e \| Davide Ballerini \| Italie \| Astana \| + 0 s \| |                  |                |                       |                 |
| |                  |                |                       |                 |
| Source : ProCyclingStats |                  |                |                       |                 |
| Classement de l'étape |                  |                |                       |                 |
| Coureur | Coureur          | Pays           | Équipe                | Temps           |
| 1er | Jasper Philipsen | Belgique       | UAE Team Emirates     | 3 h 37 min 00 s |
| 2e | Peter Sagan      | Slovaquie      | Bora-Hansgrohe        | + 0 s           |
| 3e | Danny van Poppel | Pays-Bas       | Team Jumbo-Visma      | + 0 s           |
| 4e | Jens Debusschere | Belgique       | Katusha-Alpecin       | + 0 s           |
| 5e | Elia Viviani     | Italie         | Deceuninck-Quick Step | + 0 s           |
| 6e | Phil Bauhaus     | Allemagne      | Bahrain-Merida        | + 0 s           |
| 7e | Cees Bol         | Pays-Bas       | Team Sunweb           | + 0 s           |
| 8e | Ryan Gibbons     | Afrique du Sud | Dimension Data        | + 0 s           |
| 9e | Wout Poels       | Pays-Bas       | Team Sky              | + 0 s           |
| 10e | Davide Ballerini | Italie         | Astana                | + 0 s           |

| \| Classement général \| Classement général \| Classement général \| Classement général \| Classement général \| \| Coureur \| Coureur \| Pays \| Équipe \| Temps \| \| ------------------ \| ------------------ \| ------------------ \| ------------------ \| ------------------ \| \| 1er \| Patrick Bevin \| Nouvelle-Zélande \| CCC Team \| 17 h 00 min 25 s \| \| 2e \| Daryl Impey \| Afrique du Sud \| Mitchelton-Scott \| + 7 s \| \| 3e \| Luis León Sánchez \| Espagne \| Astana \| + 16 s \| \| 4e \| Ryan Gibbons \| Afrique du Sud \| Dimension Data \| + 26 s \| \| 5e \| Jan Polanc \| Slovénie \| UAE Team Emirates \| + 26 s \| \| 6e \| Ruben Guerreiro \| Portugal \| Katusha-Alpecin \| + 26 s \| \| 7e \| George Bennett \| Nouvelle-Zélande \| Team Jumbo-Visma \| + 26 s \| \| 8e \| Chris Hamilton \| Australie \| Team Sunweb \| + 26 s \| \| 9e \| Wout Poels \| Pays-Bas \| Team Sky \| + 26 s \| \| 10e \| Michael Woods \| Canada \| EF Education First \| + 26 s \| |                   |                  |                    |                  |
| |                   |                  |                    |                  |
| Source : ProCyclingStats |                   |                  |                    |                  |
| Classement général |                   |                  |                    |                  |
| Coureur | Coureur           | Pays             | Équipe             | Temps            |
| 1er | Patrick Bevin     | Nouvelle-Zélande | CCC Team           | 17 h 00 min 25 s |
| 2e | Daryl Impey       | Afrique du Sud   | Mitchelton-Scott   | + 7 s            |
| 3e | Luis León Sánchez | Espagne          | Astana             | + 16 s           |
| 4e | Ryan Gibbons      | Afrique du Sud   | Dimension Data     | + 26 s           |
| 5e | Jan Polanc        | Slovénie         | UAE Team Emirates  | + 26 s           |
| 6e | Ruben Guerreiro   | Portugal         | Katusha-Alpecin    | + 26 s           |
| 7e | George Bennett    | Nouvelle-Zélande | Team Jumbo-Visma   | + 26 s           |
| 8e | Chris Hamilton    | Australie        | Team Sunweb        | + 26 s           |
| 9e | Wout Poels        | Pays-Bas         | Team Sky           | + 26 s           |
| 10e | Michael Woods     | Canada           | EF Education First | + 26 s           |

### 6eétape
Une échappée de sept coureurs ayant un maximum de 3 minutes 30 secondes est reprise dans la première ascension de Willunga. Seul Nicholas White résiste jusqu'à ce que les Sky le dépasse avant le sommet. Pendant cette montée, le maillot ocre de Bevin a des difficultés importantes et se retrouve au sommet loin derrière le peloton. Hector Carretero roule seul en tête de course dans le secteur plat, puis est rejoint par deux autres coureurs. Elissonde se remet à attaquer dans la seconde ascension de Willunga, son coéquipier Wouter Poels vient le rejoindre. Comme les années précédentes, Richie Porte met une très forte attaque à 1300 mètres de la ligne et vient remporter l'étape devant Poels. Darryl Impey, juste derrière eux, remporte le classement général.
| \| Classement de l'étape \| Classement de l'étape \| Classement de l'étape \| Classement de l'étape \| Classement de l'étape \| \| Coureur \| Coureur \| Pays \| Équipe \| Temps \| \| --------------------- \| --------------------- \| --------------------- \| --------------------- \| --------------------- \| \| 1er \| Richie Porte \| Australie \| Trek-Segafredo \| 3 h 30 min 14 s \| \| 2e \| Wout Poels \| Pays-Bas \| Team Sky \| + 0 s \| \| 3e \| Daryl Impey \| Afrique du Sud \| Mitchelton-Scott \| + 0 s \| \| 4e \| Rohan Dennis \| Australie \| Bahrain-Merida \| + 3 s \| \| 5e \| Luis León Sánchez \| Espagne \| Astana \| + 6 s \| \| 6e \| Chris Hamilton \| Australie \| Team Sunweb \| + 10 s \| \| 7e \| Michael Woods \| Canada \| EF Education First \| + 15 s \| \| 8e \| Diego Ulissi \| Italie \| UAE Team Emirates \| + 17 s \| \| 9e \| Tom-Jelte Slagter \| Pays-Bas \| Dimension Data \| + 17 s \| \| 10e \| Dries Devenyns \| Belgique \| Deceuninck-Quick Step \| + 17 s \| |                   |                |                       |                 |
| |                   |                |                       |                 |
| Source : ProCyclingStats |                   |                |                       |                 |
| Classement de l'étape |                   |                |                       |                 |
| Coureur | Coureur           | Pays           | Équipe                | Temps           |
| 1er | Richie Porte      | Australie      | Trek-Segafredo        | 3 h 30 min 14 s |
| 2e | Wout Poels        | Pays-Bas       | Team Sky              | + 0 s           |
| 3e | Daryl Impey       | Afrique du Sud | Mitchelton-Scott      | + 0 s           |
| 4e | Rohan Dennis      | Australie      | Bahrain-Merida        | + 3 s           |
| 5e | Luis León Sánchez | Espagne        | Astana                | + 6 s           |
| 6e | Chris Hamilton    | Australie      | Team Sunweb           | + 10 s          |
| 7e | Michael Woods     | Canada         | EF Education First    | + 15 s          |
| 8e | Diego Ulissi      | Italie         | UAE Team Emirates     | + 17 s          |
| 9e | Tom-Jelte Slagter | Pays-Bas       | Dimension Data        | + 17 s          |
| 10e | Dries Devenyns    | Belgique       | Deceuninck-Quick Step | + 17 s          |

## Classements finals

### Classement général
| \| Classement général \| Classement général \| Classement général \| Classement général \| Classement général \| \| Coureur \| Coureur \| Pays \| Équipe \| Temps \| \| ------------------ \| ------------------ \| ------------------ \| --------------------- \| ------------------ \| \| 1er \| Daryl Impey \| Afrique du Sud \| Mitchelton-Scott \| 20 h 30 min 42 s \| \| 2e \| Richie Porte \| Australie \| Trek-Segafredo \| + 13 s \| \| 3e \| Wout Poels \| Pays-Bas \| Team Sky \| + 17 s \| \| 4e \| Luis León Sánchez \| Espagne \| Astana \| + 19 s \| \| 5e \| Rohan Dennis \| Australie \| Bahrain-Merida \| + 26 s \| \| 6e \| Chris Hamilton \| Australie \| Team Sunweb \| + 33 s \| \| 7e \| Michael Woods \| Canada \| EF Education First \| + 38 s \| \| 8e \| Ruben Guerreiro \| Portugal \| Katusha-Alpecin \| + 40 s \| \| 9e \| Diego Ulissi \| Italie \| UAE Team Emirates \| + 40 s \| \| 10e \| Dries Devenyns \| Belgique \| Deceuninck-Quick Step \| + 40 s \| |                   |                |                       |                  |
| |                   |                |                       |                  |
| Source : ProCyclingStats |                   |                |                       |                  |
| Classement général |                   |                |                       |                  |
| Coureur | Coureur           | Pays           | Équipe                | Temps            |
| 1er | Daryl Impey       | Afrique du Sud | Mitchelton-Scott      | 20 h 30 min 42 s |
| 2e | Richie Porte      | Australie      | Trek-Segafredo        | + 13 s           |
| 3e | Wout Poels        | Pays-Bas       | Team Sky              | + 17 s           |
| 4e | Luis León Sánchez | Espagne        | Astana                | + 19 s           |
| 5e | Rohan Dennis      | Australie      | Bahrain-Merida        | + 26 s           |
| 6e | Chris Hamilton    | Australie      | Team Sunweb           | + 33 s           |
| 7e | Michael Woods     | Canada         | EF Education First    | + 38 s           |
| 8e | Ruben Guerreiro   | Portugal       | Katusha-Alpecin       | + 40 s           |
| 9e | Diego Ulissi      | Italie         | UAE Team Emirates     | + 40 s           |
| 10e | Dries Devenyns    | Belgique       | Deceuninck-Quick Step | + 40 s           |

| Classement de la montagne | Classement de la montagne | Classement de la montagne | Classement de la montagne | Classement de la montagne |
| Coureur                   | Coureur                   | Pays                      | Équipe                    | Points                    |
| ------------------------- | ------------------------- | ------------------------- | ------------------------- | ------------------------- |
| 1er                       | Jason Lea                 | Australie                 | UniSA-Australia           | 30 pts                    |
| 2e                        | Wout Poels                | Pays-Bas                  | Team Sky                  | 30 pts                    |
| 3e                        | Richie Porte              | Australie                 | Trek-Segafredo            | 28 pts                    |
| 4e                        | George Bennett            | Nouvelle-Zélande          | Team Jumbo-Visma          | 16 pts                    |
| 5e                        | Kenny Elissonde           | France                    | Team Sky                  | 16 pts                    |

| Classement de la montagne | Classement de la montagne | Classement de la montagne | Classement de la montagne | Classement de la montagne |
| Coureur                   | Coureur                   | Pays                      | Équipe                    | Points                    |
| ------------------------- | ------------------------- | ------------------------- | ------------------------- | ------------------------- |
| 1er                       | Jason Lea                 | Australie                 | UniSA-Australia           | 30 pts                    |
| 2e                        | Wout Poels                | Pays-Bas                  | Team Sky                  | 30 pts                    |
| 3e                        | Richie Porte              | Australie                 | Trek-Segafredo            | 28 pts                    |
| 4e                        | George Bennett            | Nouvelle-Zélande          | Team Jumbo-Visma          | 16 pts                    |
| 5e                        | Kenny Elissonde           | France                    | Team Sky                  | 16 pts                    |

| Classement par points | Classement par points | Classement par points | Classement par points | Classement par points |
| Coureur               | Coureur               | Pays                  | Équipe                | Points                |
| --------------------- | --------------------- | --------------------- | --------------------- | --------------------- |
| 1er                   | Patrick Bevin         | Nouvelle-Zélande      | CCC Team              | 56 pts                |
| 2e                    | Danny van Poppel      | Pays-Bas              | Team Jumbo-Visma      | 54 pts                |
| 3e                    | Peter Sagan           | Slovaquie             | Bora-Hansgrohe        | 50 pts                |
| 4e                    | Daryl Impey           | Afrique du Sud        | Mitchelton-Scott      | 49 pts                |
| 5e                    | Luis León Sánchez     | Espagne               | Astana                | 46 pts                |

| Classement par points | Classement par points | Classement par points | Classement par points | Classement par points |
| Coureur               | Coureur               | Pays                  | Équipe                | Points                |
| --------------------- | --------------------- | --------------------- | --------------------- | --------------------- |
| 1er                   | Patrick Bevin         | Nouvelle-Zélande      | CCC Team              | 56 pts                |
| 2e                    | Danny van Poppel      | Pays-Bas              | Team Jumbo-Visma      | 54 pts                |
| 3e                    | Peter Sagan           | Slovaquie             | Bora-Hansgrohe        | 50 pts                |
| 4e                    | Daryl Impey           | Afrique du Sud        | Mitchelton-Scott      | 49 pts                |
| 5e                    | Luis León Sánchez     | Espagne               | Astana                | 46 pts                |

| Classement du meilleur jeune | Classement du meilleur jeune | Classement du meilleur jeune | Classement du meilleur jeune | Classement du meilleur jeune |
| Coureur                      | Coureur                      | Pays                         | Équipe                       | Temps                        |
| ---------------------------- | ---------------------------- | ---------------------------- | ---------------------------- | ---------------------------- |
| 1er                          | Chris Hamilton               | Australie                    | Team Sunweb                  | 20 h 31 min 15 s             |
| 2e                           | Ruben Guerreiro              | Portugal                     | Katusha-Alpecin              | + 7 s                        |
| 3e                           | Ryan Gibbons                 | Afrique du Sud               | Dimension Data               | + 10 s                       |
| 4e                           | Tadej Pogačar                | Slovénie                     | UAE Team Emirates            | + 10 s                       |
| 5e                           | Jai Hindley                  | Australie                    | Team Sunweb                  | + 33 s                       |

| Classement du meilleur jeune | Classement du meilleur jeune | Classement du meilleur jeune | Classement du meilleur jeune | Classement du meilleur jeune |
| Coureur                      | Coureur                      | Pays                         | Équipe                       | Temps                        |
| ---------------------------- | ---------------------------- | ---------------------------- | ---------------------------- | ---------------------------- |
| 1er                          | Chris Hamilton               | Australie                    | Team Sunweb                  | 20 h 31 min 15 s             |
| 2e                           | Ruben Guerreiro              | Portugal                     | Katusha-Alpecin              | + 7 s                        |
| 3e                           | Ryan Gibbons                 | Afrique du Sud               | Dimension Data               | + 10 s                       |
| 4e                           | Tadej Pogačar                | Slovénie                     | UAE Team Emirates            | + 10 s                       |
| 5e                           | Jai Hindley                  | Australie                    | Team Sunweb                  | + 33 s                       |

| Classement par équipes | Classement par équipes | Classement par équipes | Classement par équipes |
| Équipe                 | Équipe                 | Pays                   | Temps                  |
| ---------------------- | ---------------------- | ---------------------- | ---------------------- |
| 1re                    | UAE Team Emirates      | Émirats arabes unis    | 61 h 34 min 22 s       |
| 2e                     | Bahrain-Merida         | Bahreïn                | + 43 s                 |
| 3e                     | Dimension Data         | Afrique du Sud         | + 55 s                 |
| 4e                     | Team Sunweb            | Allemagne              | + 1 min 11 s           |
| 5e                     | Movistar Team          | Espagne                | + 1 min 54 s           |

| Classement par équipes | Classement par équipes | Classement par équipes | Classement par équipes |
| Équipe                 | Équipe                 | Pays                   | Temps                  |
| ---------------------- | ---------------------- | ---------------------- | ---------------------- |
| 1re                    | UAE Team Emirates      | Émirats arabes unis    | 61 h 34 min 22 s       |
| 2e                     | Bahrain-Merida         | Bahreïn                | + 43 s                 |
| 3e                     | Dimension Data         | Afrique du Sud         | + 55 s                 |
| 4e                     | Team Sunweb            | Allemagne              | + 1 min 11 s           |
| 5e                     | Movistar Team          | Espagne                | + 1 min 54 s           |

### Classements UCI
Le Tour Down Under attribue des points au Classement mondial UCI 2019 selon le barème suivant.
| Position           | 1er | 2e  | 3e  | 4e  | 5e  | 6e  | 7e  | 8e  | 9e  | 10e | 11e | 12e | 13e | 14e | 15e | 16e à 20e | 21e à 30e | 31e à 50e | 51e à 55e | 56e à 60e |
| Classement général | 500 | 400 | 325 | 275 | 225 | 175 | 150 | 125 | 100 | 80  | 70  | 60  | 50  | 40  | 35  | 30        | 20        | 10        | 5         | 3         |
| Par étapes         | 60  | 25  | 10  |     |     |     |     |     |     |     |     |     |     |     |     |           |           |           |           |           |
| Leader             | 10  |     |     |     |     |     |     |     |     |     |     |     |     |     |     |           |           |           |           |           |

| Rang | Coureur           | Équipe             | Général | Etape | Leader | Total |
| ---- | ----------------- | ------------------ | ------- | ----- | ------ | ----- |
| 1    | Daryl Impey       | Mitchelton-Scott   | 500     | 80    | -      | 580   |
| 2    | Richie Porte      | Trek-Segafredo     | 400     | 60    | -      | 460   |
| 3    | Wout Poels        | Sky                | 325     | 25    | -      | 350   |
| 4    | Luis León Sánchez | Astana             | 275     | 35    | -      | 310   |
| 5    | Rohan Dennis      | Bahrain-Merida     | 225     | -     | -      | 225   |
| 6    | Chris Hamilton    | Sunweb             | 175     | -     | -      | 175   |
| 7    | Michael Woods     | EF Education First | 150     | -     | -      | 150   |
| 8    | Patrick Bevin     | CCC                | 10      | 85    | 40     | 135   |
| 9    | Ruben Guerreiro   | Katusha-Alpecin    | 125     | -     | -      | 125   |
| 10   | Diego Ulissi      | UAE Emirates       | 100     | -     | -      | 100   |

## Évolution des classements
| #                  | Vainqueur          | Classement général | Classement de la montagne | Classement des sprints | Classement des jeunes | Classement par équipes | Coureur le plus combatif |
| ------------------ | ------------------ | ------------------ | ------------------------- | ---------------------- | --------------------- | ---------------------- | ------------------------ |
| 1                  | Elia Viviani       | Elia Viviani       | Jason Lea                 | Elia Viviani           | Michael Storer        | UAE Emirates           | Patrick Bevin            |
| 2                  | Patrick Bevin      | Patrick Bevin      | Jason Lea                 | Elia Viviani           | Caleb Ewan            | UAE Emirates           | Matthieu Ladagnous       |
| 3                  | Peter Sagan        | Patrick Bevin      | Jason Lea                 | Peter Sagan            | Michael Storer        | UAE Emirates           | Manuele Boaro            |
| 4                  | Daryl Impey        | Patrick Bevin      | Jason Lea                 | Patrick Bevin          | Chris Hamilton        | UAE Emirates           | Thomas de Gendt          |
| 5                  | Jasper Philipsen   | Patrick Bevin      | Jason Lea                 | Patrick Bevin          | Ryan Gibbons          | UAE Emirates           | Thomas de Gendt          |
| 6                  | Richie Porte       | Daryl Impey        | Jason Lea                 | Patrick Bevin          | Chris Hamilton        | UAE Emirates           | Danny van Poppel         |
| Classements finals | Classements finals | Daryl Impey        | Jason Lea                 | Patrick Bevin          | Chris Hamilton        | UAE Emirates           | non attribué             |

## Liste des participants
| Légende                             | Légende                                                                                                  | Légende                                | Légende                                                                                                  |
| ----------------------------------- | --- | -------------------------------------- | --- |
| Num                                 | Dossard de départ porté par le coureur sur ce Tour Down Under                                            | Pos                                    | Position finale au classement général                                                                    |
| Leader du classement général        | Indique le vainqueur du classement général                                                               | Leader du classement des sprints       | Indique le vainqueur du classement des sprints                                                           |
| Leader du classement de la montagne | Indique le vainqueur du classement de la montagne                                                        | Leader du classement du meilleur jeune | Indique le vainqueur du classement du meilleur jeune                                                     |
|                                     | Indique un maillot de champion national ou mondial, suivi de sa spécialité                               | #                                      | Indique la meilleure équipe                                                                              |
| NP                                  | Indique un coureur qui n'a pas pris le départ d'une étape, suivi du numéro de l'étape où il s'est retiré | AB                                     | Indique un coureur qui n'a pas terminé une étape, suivi du numéro de l'étape où il s'est retiré          |
| HD                                  | Indique un coureur qui a terminé une étape hors des délais, suivi du numéro de l'étape                   | *                                      | Indique un coureur en lice pour le classement du meilleur jeune (coureurs nés après le 1er janvier 1994) |

| Mitchelton-Scott MTS | Mitchelton-Scott MTS      | Mitchelton-Scott MTS |
| -------------------- | ------------------------- | -------------------- |
| Num                  | Coureur                   | Pos                  |
| 1                    | Daryl Impey (RSA) (route) | 1er                  |
| 2                    | Luke Durbridge (AUS)      | 78e                  |
| 3                    | Alexander Edmondson (AUS) | 64e                  |
| 4                    | Lucas Hamilton (AUS)      | 84e                  |
| 5                    | Mathew Hayman (AUS)       | 65e                  |
| 6                    | Michael Hepburn (AUS)     | 19e                  |
| 7                    | Cameron Meyer (AUS)       | 34e                  |

| Bora-Hansgrohe BOH | Bora-Hansgrohe BOH      | Bora-Hansgrohe BOH |
| ------------------ | ----------------------- | ------------------ |
| Num                | Coureur                 | Pos                |
| 11                 | Peter Sagan (SVK)       | 55e                |
| 12                 | Maciej Bodnar (POL)     | 97e                |
| 13                 | Oscar Gatto (ITA)       | 123e               |
| 14                 | Jay McCarthy (AUS)      | 33e                |
| 15                 | Gregor Mühlberger (AUT) | 21e                |
| 16                 | Daniel Oss (ITA)        | 52e                |
| 17                 | Lukas Pöstlberger (AUT) | 127e               |

| Trek-Segafredo TFS | Trek-Segafredo TFS      | Trek-Segafredo TFS |
| ------------------ | ----------------------- | ------------------ |
| Num                | Coureur                 | Pos                |
| 21                 | Richie Porte (AUS)      | 2e                 |
| 22                 | William Clarke (AUS)    | 96e                |
| 23                 | Koen de Kort (NED)      | 106e               |
| 24                 | Jarlinson Pantano (COL) | 51e                |
| 25                 | Ryan Mullen (IRL)       | 66e                |
| 26                 | Kiel Reijnen (USA)      | 126e               |
| 27                 | Peter Stetina (USA)     | 50e                |

| Lotto-Soudal LTS | Lotto-Soudal LTS         | Lotto-Soudal LTS |
| ---------------- | ------------------------ | ---------------- |
| Num              | Coureur                  | Pos              |
| 31               | Caleb Ewan (AUS)         | 95e              |
| 32               | Adam Blythe (GBR)        | 113e             |
| 33               | Tomasz Marczyński (POL)  | 54e              |
| 34               | Carl Fredrik Hagen (NOR) | 36e              |
| 35               | Adam Hansen (AUS)        | 75e              |
| 36               | Roger Kluge (GER)        | 110e             |
| 37               | Thomas De Gendt (BEL)    | 74e              |

| UAE Team Emirates UAD | UAE Team Emirates UAD   | UAE Team Emirates UAD |
| --------------------- | ----------------------- | --------------------- |
| Num                   | Coureur                 | Pos                   |
| 41                    | Sven Erik Bystrøm (NOR) | 53e                   |
| 42                    | Rory Sutherland (AUS)   | 111e                  |
| 43                    | Ivo Oliveira (POR)      | 88e                   |
| 44                    | Jasper Philipsen (BEL)  | 77e                   |
| 45                    | Tadej Pogačar (SLO)     | 13e                   |
| 46                    | Jan Polanc (SLO)        | 15e                   |
| 47                    | Diego Ulissi (ITA)      | 9e                    |

| Dimension Data TDD | Dimension Data TDD      | Dimension Data TDD |
| ------------------ | ----------------------- | ------------------ |
| Num                | Coureur                 | Pos                |
| 51                 | Michael Valgren (DEN)   | 37e                |
| 52                 | Lars Bak (DEN)          | 40e                |
| 53                 | Nicholas Dlamini (RSA)  | 100e               |
| 54                 | Ryan Gibbons (RSA)      | 11e                |
| 55                 | Ben O'Connor (AUS)      | 20e                |
| 56                 | Scott Davies (GBR)      | 59e                |
| 57                 | Tom-Jelte Slagter (NED) | 17e                |

| Bahrain-Merida TBM | Bahrain-Merida TBM        | Bahrain-Merida TBM |
| ------------------ | ------------------------- | ------------------ |
| Num                | Coureur                   | Pos                |
| 61                 | Domenico Pozzovivo (ITA)  | 14e                |
| 62                 | Phil Bauhaus (GER)        | 94e                |
| 63                 | Rohan Dennis (AUS)        | 5e                 |
| 64                 | Heinrich Haussler (AUS)   | 49e                |
| 65                 | Hermann Pernsteiner (AUT) | 27e                |
| 66                 | Yukiya Arashiro (JPN)     | 39e                |
| 67                 | Marcel Sieberg (GER)      | 122e               |

| EF Education First EF1 | EF Education First EF1 | EF Education First EF1 |
| ---------------------- | ---------------------- | ---------------------- |
| Num                    | Coureur                | Pos                    |
| 71                     | Michael Woods (CAN)    | 7e                     |
| 72                     | Mitchell Docker (AUS)  | 93e                    |
| 73                     | Daniel McLay (GBR)     | AB-6                   |
| 74                     | Lachlan Morton (AUS)   | 82e                    |
| 75                     | Thomas Scully (NZL)    | 86e                    |
| 76                     | James Whelan (AUS)     | 46e                    |
| 77                     | Alberto Bettiol (ITA)  | 76e                    |

| Team Sunweb SUN | Team Sunweb SUN           | Team Sunweb SUN |
| --------------- | ------------------------- | --------------- |
| Num             | Coureur                   | Pos             |
| 81              | Cees Bol (NED)            | 109e            |
| 82              | Johannes Fröhlinger (GER) | 79e             |
| 83              | Chris Hamilton (AUS)      | 6e              |
| 84              | Jai Hindley (AUS)         | 18e             |
| 85              | Max Kanter (GER)          | AB-3            |
| 86              | Michael Storer (AUS)      | 28e             |
| 87              | Max Walscheid (GER)       | 120e            |

| AG2R La Mondiale ALM | AG2R La Mondiale ALM     | AG2R La Mondiale ALM |
| -------------------- | ------------------------ | -------------------- |
| Num                  | Coureur                  | Pos                  |
| 91                   | Pierre Latour (FRA)      | 32e                  |
| 92                   | Gediminas Bagdonas (LTU) | 116e                 |
| 93                   | Clément Chevrier (FRA)   | 72e                  |
| 94                   | Benoît Cosnefroy (FRA)   | 124e                 |
| 95                   | Nico Denz (GER)          | 115e                 |
| 96                   | Hubert Dupont (FRA)      | 47e                  |
| 97                   | Nans Peters (FRA)        | 81e                  |

| Astana AST | Astana AST              | Astana AST |
| ---------- | ----------------------- | ---------- |
| Num        | Coureur                 | Pos        |
| 101        | Davide Ballerini (ITA)  | 83e        |
| 102        | Manuele Boaro (ITA)     | 92e        |
| 103        | Laurens De Vreese (BEL) | 102e       |
| 104        | Daniil Fominykh (KAZ)   | 85e        |
| 105        | Yevgeniy Gidich (KAZ)   | 63e        |
| 106        | Artyom Zakharov (KAZ)   | 103e       |
| 107        | Luis León Sánchez (ESP) | 4e         |

| Katusha-Alpecin TKA | Katusha-Alpecin TKA          | Katusha-Alpecin TKA |
| ------------------- | ---------------------------- | ------------------- |
| Num                 | Coureur                      | Pos                 |
| 111                 | Alex Dowsett (GBR)           | 128e                |
| 112                 | Jens Debusschere (BEL)       | 118e                |
| 113                 | Ruben Guerreiro (POR)        | 8e                  |
| 114                 | Nathan Haas (AUS)            | 125e                |
| 115                 | Marco Haller (AUT)           | 61e                 |
| 116                 | Viatcheslav Kouznetsov (RUS) | 38e                 |
| 117                 | Dmitri Strakhov (RUS)        | 57e                 |

| Groupama-FDJ GFC | Groupama-FDJ GFC         | Groupama-FDJ GFC |
| ---------------- | ------------------------ | ---------------- |
| Num              | Coureur                  | Pos              |
| 121              | Miles Scotson (AUS)      | 43e              |
| 122              | Daniel Hoelgaard (NOR)   | 90e              |
| 123              | Matthieu Ladagnous (FRA) | 70e              |
| 124              | Tobias Ludvigsson (SWE)  | 23e              |
| 125              | Steve Morabito (SUI)     | 25e              |
| 126              | Kilian Frankiny (SUI)    | 69e              |
| 127              | Léo Vincent (FRA)        | 80e              |

| Movistar Team MOV | Movistar Team MOV      | Movistar Team MOV |
| ----------------- | ---------------------- | ----------------- |
| Num               | Coureur                | Pos               |
| 131               | Héctor Carretero (ESP) | 45e               |
| 132               | Jaime Castrillo (ESP)  | AB-6              |
| 133               | Rubén Fernández (ESP)  | 60e               |
| 134               | Lluís Mas (ESP)        | 24e               |
| 135               | Eduard Prades (ESP)    | 22e               |
| 136               | Jasha Sütterlin (GER)  | 56e               |
| 137               | Rafael Valls (ESP)     | 42e               |

| Deceuninck-Quick Step DQT | Deceuninck-Quick Step DQT | Deceuninck-Quick Step DQT |
| ------------------------- | ------------------------- | ------------------------- |
| Num                       | Coureur                   | Pos                       |
| 141                       | Elia Viviani (ITA)        | 119e                      |
| 142                       | Fabio Sabatini (ITA)      | 104e                      |
| 143                       | Michael Mørkøv (DEN)      | 101e                      |
| 144                       | Mikkel Honoré (DEN)       | NP-5                      |
| 145                       | Dries Devenyns (BEL)      | 10e                       |
| 146                       | James Knox (GBR)          | 48e                       |
| 147                       | Rémi Cavagna (FRA)        | 29e                       |

| Team Jumbo-Visma TJV | Team Jumbo-Visma TJV    | Team Jumbo-Visma TJV |
| -------------------- | ----------------------- | -------------------- |
| Num                  | Coureur                 | Pos                  |
| 151                  | George Bennett (NZL)    | 12e                  |
| 152                  | Robert Gesink (NED)     | 31e                  |
| 153                  | Lennard Hofstede (NED)  | 35e                  |
| 154                  | Bert-Jan Lindeman (NED) | 108e                 |
| 155                  | Tom Leezer (NED)        | 71e                  |
| 156                  | Danny van Poppel (NED)  | 68e                  |
| 157                  | Maarten Wynants (BEL)   | 91e                  |

| Team Sky SKY | Team Sky SKY               | Team Sky SKY |
| ------------ | -------------------------- | ------------ |
| Num          | Coureur                    | Pos          |
| 161          | Owain Doull (GBR)          | 99e          |
| 162          | Kenny Elissonde (FRA)      | 44e          |
| 163          | Kristoffer Halvorsen (NOR) | 117e         |
| 164          | Christian Knees (GER)      | 87e          |
| 165          | Wout Poels (NED)           | 3e           |
| 166          | Luke Rowe (GBR)            | 89e          |
| 167          | Dylan van Baarle (NED)     | 16e          |

| CCC Team CPT | CCC Team CPT             | CCC Team CPT |
| ------------ | ------------------------ | ------------ |
| Num          | Coureur                  | Pos          |
| 171          | Patrick Bevin (NZL)      | 41e          |
| 172          | Víctor de la Parte (ESP) | 67e          |
| 173          | Jakub Mareczko (ITA)     | 114e         |
| 174          | Łukasz Owsian (POL)      | 98e          |
| 175          | Joey Rosskopf (USA)      | 62e          |
| 176          | Francisco Ventoso (ESP)  | 112e         |
| 177          | Szymon Sajnok (POL)      | 129e         |

| UniSA-Australia UNA | UniSA-Australia UNA      | UniSA-Australia UNA |
| ------------------- | ------------------------ | ------------------- |
| Num                 | Coureur                  | Pos                 |
| 181                 | Chris Harper (AUS)       | 26e                 |
| 182                 | Dylan Sunderland (AUS)   | 30e                 |
| 183                 | Ayden Toovey (AUS)       | 73e                 |
| 184                 | Jason Lea (AUS)          | 107e                |
| 185                 | Neil van der Ploeg (AUS) | 121e                |
| 186                 | Michael Potter (AUS)     | 105e                |
| 187                 | Nicholas White (AUS)     | 58e                 |

| Mitchelton-Scott MTS | Mitchelton-Scott MTS      | Mitchelton-Scott MTS |
| -------------------- | ------------------------- | -------------------- |
| Num                  | Coureur                   | Pos                  |
| 1                    | Daryl Impey (RSA) (route) | 1er                  |
| 2                    | Luke Durbridge (AUS)      | 78e                  |
| 3                    | Alexander Edmondson (AUS) | 64e                  |
| 4                    | Lucas Hamilton (AUS)      | 84e                  |
| 5                    | Mathew Hayman (AUS)       | 65e                  |
| 6                    | Michael Hepburn (AUS)     | 19e                  |
| 7                    | Cameron Meyer (AUS)       | 34e                  |

| Bora-Hansgrohe BOH | Bora-Hansgrohe BOH      | Bora-Hansgrohe BOH |
| ------------------ | ----------------------- | ------------------ |
| Num                | Coureur                 | Pos                |
| 11                 | Peter Sagan (SVK)       | 55e                |
| 12                 | Maciej Bodnar (POL)     | 97e                |
| 13                 | Oscar Gatto (ITA)       | 123e               |
| 14                 | Jay McCarthy (AUS)      | 33e                |
| 15                 | Gregor Mühlberger (AUT) | 21e                |
| 16                 | Daniel Oss (ITA)        | 52e                |
| 17                 | Lukas Pöstlberger (AUT) | 127e               |

| Trek-Segafredo TFS | Trek-Segafredo TFS      | Trek-Segafredo TFS |
| ------------------ | ----------------------- | ------------------ |
| Num                | Coureur                 | Pos                |
| 21                 | Richie Porte (AUS)      | 2e                 |
| 22                 | William Clarke (AUS)    | 96e                |
| 23                 | Koen de Kort (NED)      | 106e               |
| 24                 | Jarlinson Pantano (COL) | 51e                |
| 25                 | Ryan Mullen (IRL)       | 66e                |
| 26                 | Kiel Reijnen (USA)      | 126e               |
| 27                 | Peter Stetina (USA)     | 50e                |

| Lotto-Soudal LTS | Lotto-Soudal LTS         | Lotto-Soudal LTS |
| ---------------- | ------------------------ | ---------------- |
| Num              | Coureur                  | Pos              |
| 31               | Caleb Ewan (AUS)         | 95e              |
| 32               | Adam Blythe (GBR)        | 113e             |
| 33               | Tomasz Marczyński (POL)  | 54e              |
| 34               | Carl Fredrik Hagen (NOR) | 36e              |
| 35               | Adam Hansen (AUS)        | 75e              |
| 36               | Roger Kluge (GER)        | 110e             |
| 37               | Thomas De Gendt (BEL)    | 74e              |

| UAE Team Emirates UAD | UAE Team Emirates UAD   | UAE Team Emirates UAD |
| --------------------- | ----------------------- | --------------------- |
| Num                   | Coureur                 | Pos                   |
| 41                    | Sven Erik Bystrøm (NOR) | 53e                   |
| 42                    | Rory Sutherland (AUS)   | 111e                  |
| 43                    | Ivo Oliveira (POR)      | 88e                   |
| 44                    | Jasper Philipsen (BEL)  | 77e                   |
| 45                    | Tadej Pogačar (SLO)     | 13e                   |
| 46                    | Jan Polanc (SLO)        | 15e                   |
| 47                    | Diego Ulissi (ITA)      | 9e                    |

| Dimension Data TDD | Dimension Data TDD      | Dimension Data TDD |
| ------------------ | ----------------------- | ------------------ |
| Num                | Coureur                 | Pos                |
| 51                 | Michael Valgren (DEN)   | 37e                |
| 52                 | Lars Bak (DEN)          | 40e                |
| 53                 | Nicholas Dlamini (RSA)  | 100e               |
| 54                 | Ryan Gibbons (RSA)      | 11e                |
| 55                 | Ben O'Connor (AUS)      | 20e                |
| 56                 | Scott Davies (GBR)      | 59e                |
| 57                 | Tom-Jelte Slagter (NED) | 17e                |

| Bahrain-Merida TBM | Bahrain-Merida TBM        | Bahrain-Merida TBM |
| ------------------ | ------------------------- | ------------------ |
| Num                | Coureur                   | Pos                |
| 61                 | Domenico Pozzovivo (ITA)  | 14e                |
| 62                 | Phil Bauhaus (GER)        | 94e                |
| 63                 | Rohan Dennis (AUS)        | 5e                 |
| 64                 | Heinrich Haussler (AUS)   | 49e                |
| 65                 | Hermann Pernsteiner (AUT) | 27e                |
| 66                 | Yukiya Arashiro (JPN)     | 39e                |
| 67                 | Marcel Sieberg (GER)      | 122e               |

| EF Education First EF1 | EF Education First EF1 | EF Education First EF1 |
| ---------------------- | ---------------------- | ---------------------- |
| Num                    | Coureur                | Pos                    |
| 71                     | Michael Woods (CAN)    | 7e                     |
| 72                     | Mitchell Docker (AUS)  | 93e                    |
| 73                     | Daniel McLay (GBR)     | AB-6                   |
| 74                     | Lachlan Morton (AUS)   | 82e                    |
| 75                     | Thomas Scully (NZL)    | 86e                    |
| 76                     | James Whelan (AUS)     | 46e                    |
| 77                     | Alberto Bettiol (ITA)  | 76e                    |

| Team Sunweb SUN | Team Sunweb SUN           | Team Sunweb SUN |
| --------------- | ------------------------- | --------------- |
| Num             | Coureur                   | Pos             |
| 81              | Cees Bol (NED)            | 109e            |
| 82              | Johannes Fröhlinger (GER) | 79e             |
| 83              | Chris Hamilton (AUS)      | 6e              |
| 84              | Jai Hindley (AUS)         | 18e             |
| 85              | Max Kanter (GER)          | AB-3            |
| 86              | Michael Storer (AUS)      | 28e             |
| 87              | Max Walscheid (GER)       | 120e            |

| AG2R La Mondiale ALM | AG2R La Mondiale ALM     | AG2R La Mondiale ALM |
| -------------------- | ------------------------ | -------------------- |
| Num                  | Coureur                  | Pos                  |
| 91                   | Pierre Latour (FRA)      | 32e                  |
| 92                   | Gediminas Bagdonas (LTU) | 116e                 |
| 93                   | Clément Chevrier (FRA)   | 72e                  |
| 94                   | Benoît Cosnefroy (FRA)   | 124e                 |
| 95                   | Nico Denz (GER)          | 115e                 |
| 96                   | Hubert Dupont (FRA)      | 47e                  |
| 97                   | Nans Peters (FRA)        | 81e                  |

| Astana AST | Astana AST              | Astana AST |
| ---------- | ----------------------- | ---------- |
| Num        | Coureur                 | Pos        |
| 101        | Davide Ballerini (ITA)  | 83e        |
| 102        | Manuele Boaro (ITA)     | 92e        |
| 103        | Laurens De Vreese (BEL) | 102e       |
| 104        | Daniil Fominykh (KAZ)   | 85e        |
| 105        | Yevgeniy Gidich (KAZ)   | 63e        |
| 106        | Artyom Zakharov (KAZ)   | 103e       |
| 107        | Luis León Sánchez (ESP) | 4e         |

| Katusha-Alpecin TKA | Katusha-Alpecin TKA          | Katusha-Alpecin TKA |
| ------------------- | ---------------------------- | ------------------- |
| Num                 | Coureur                      | Pos                 |
| 111                 | Alex Dowsett (GBR)           | 128e                |
| 112                 | Jens Debusschere (BEL)       | 118e                |
| 113                 | Ruben Guerreiro (POR)        | 8e                  |
| 114                 | Nathan Haas (AUS)            | 125e                |
| 115                 | Marco Haller (AUT)           | 61e                 |
| 116                 | Viatcheslav Kouznetsov (RUS) | 38e                 |
| 117                 | Dmitri Strakhov (RUS)        | 57e                 |

| Groupama-FDJ GFC | Groupama-FDJ GFC         | Groupama-FDJ GFC |
| ---------------- | ------------------------ | ---------------- |
| Num              | Coureur                  | Pos              |
| 121              | Miles Scotson (AUS)      | 43e              |
| 122              | Daniel Hoelgaard (NOR)   | 90e              |
| 123              | Matthieu Ladagnous (FRA) | 70e              |
| 124              | Tobias Ludvigsson (SWE)  | 23e              |
| 125              | Steve Morabito (SUI)     | 25e              |
| 126              | Kilian Frankiny (SUI)    | 69e              |
| 127              | Léo Vincent (FRA)        | 80e              |

| Movistar Team MOV | Movistar Team MOV      | Movistar Team MOV |
| ----------------- | ---------------------- | ----------------- |
| Num               | Coureur                | Pos               |
| 131               | Héctor Carretero (ESP) | 45e               |
| 132               | Jaime Castrillo (ESP)  | AB-6              |
| 133               | Rubén Fernández (ESP)  | 60e               |
| 134               | Lluís Mas (ESP)        | 24e               |
| 135               | Eduard Prades (ESP)    | 22e               |
| 136               | Jasha Sütterlin (GER)  | 56e               |
| 137               | Rafael Valls (ESP)     | 42e               |

| Deceuninck-Quick Step DQT | Deceuninck-Quick Step DQT | Deceuninck-Quick Step DQT |
| ------------------------- | ------------------------- | ------------------------- |
| Num                       | Coureur                   | Pos                       |
| 141                       | Elia Viviani (ITA)        | 119e                      |
| 142                       | Fabio Sabatini (ITA)      | 104e                      |
| 143                       | Michael Mørkøv (DEN)      | 101e                      |
| 144                       | Mikkel Honoré (DEN)       | NP-5                      |
| 145                       | Dries Devenyns (BEL)      | 10e                       |
| 146                       | James Knox (GBR)          | 48e                       |
| 147                       | Rémi Cavagna (FRA)        | 29e                       |

| Team Jumbo-Visma TJV | Team Jumbo-Visma TJV    | Team Jumbo-Visma TJV |
| -------------------- | ----------------------- | -------------------- |
| Num                  | Coureur                 | Pos                  |
| 151                  | George Bennett (NZL)    | 12e                  |
| 152                  | Robert Gesink (NED)     | 31e                  |
| 153                  | Lennard Hofstede (NED)  | 35e                  |
| 154                  | Bert-Jan Lindeman (NED) | 108e                 |
| 155                  | Tom Leezer (NED)        | 71e                  |
| 156                  | Danny van Poppel (NED)  | 68e                  |
| 157                  | Maarten Wynants (BEL)   | 91e                  |

| Team Sky SKY | Team Sky SKY               | Team Sky SKY |
| ------------ | -------------------------- | ------------ |
| Num          | Coureur                    | Pos          |
| 161          | Owain Doull (GBR)          | 99e          |
| 162          | Kenny Elissonde (FRA)      | 44e          |
| 163          | Kristoffer Halvorsen (NOR) | 117e         |
| 164          | Christian Knees (GER)      | 87e          |
| 165          | Wout Poels (NED)           | 3e           |
| 166          | Luke Rowe (GBR)            | 89e          |
| 167          | Dylan van Baarle (NED)     | 16e          |

| CCC Team CPT | CCC Team CPT             | CCC Team CPT |
| ------------ | ------------------------ | ------------ |
| Num          | Coureur                  | Pos          |
| 171          | Patrick Bevin (NZL)      | 41e          |
| 172          | Víctor de la Parte (ESP) | 67e          |
| 173          | Jakub Mareczko (ITA)     | 114e         |
| 174          | Łukasz Owsian (POL)      | 98e          |
| 175          | Joey Rosskopf (USA)      | 62e          |
| 176          | Francisco Ventoso (ESP)  | 112e         |
| 177          | Szymon Sajnok (POL)      | 129e         |

| UniSA-Australia UNA | UniSA-Australia UNA      | UniSA-Australia UNA |
| ------------------- | ------------------------ | ------------------- |
| Num                 | Coureur                  | Pos                 |
| 181                 | Chris Harper (AUS)       | 26e                 |
| 182                 | Dylan Sunderland (AUS)   | 30e                 |
| 183                 | Ayden Toovey (AUS)       | 73e                 |
| 184                 | Jason Lea (AUS)          | 107e                |
| 185                 | Neil van der Ploeg (AUS) | 121e                |
| 186                 | Michael Potter (AUS)     | 105e                |
| 187                 | Nicholas White (AUS)     | 58e                 |